# Xã Dodge, Quận Ford, Kansas
Xã Dodge (tiếng Anh: Dodge Township) là một xã thuộc quận Ford, tiểu bang Kansas, Hoa Kỳ. Năm 2010, dân số của xã này là 693 người.